# Gabriela Marcinková
Gabriela Mihalčínová Marcinková (* 2. dubna 1988 Košice) je slovenská filmová herečka.

## Životopis
Narodila se v Košicích, většinu filmových rolí však ztvárnila na území České republiky.
Před kamerou se objevila poprvé v roce 2008 a to konkrétně v televizním filmu Sofie a ukradený poklad, kde si zahrála roli princezny a objevila se vedle takových herců, jakými jsou Jan Hrušínský, Pavel Kříž nebo Tomáš Töpfer. V postsynchronu však nakonec byla předabována Zuzanou Vejvodovou. Velkou hereckou příležitost poté dostala v roce 2011, kdy si zahrála v koprodukčním snímku 360, ve kterém se objevili Jude Law, Anthony Hopkins, Rachel Weisz nebo Ben Foster.
Od roku 2012 se pravidelně objevuje v seriálu Horúca krv.
V roce 2015 se provdala za Martina Mihalčína, spoluzakladatele a frontmana slovenské kapely Heľenine oči. V roce 2018 se jim narodila dcerka Ema a v březnu 2021 syn Jakub.
Od roku 2020 hraje po boku Tomáše Maštalíra v seriálu Pán Profesor.

## Filmografie

### Filmy a pohádky
- 2008 – Fišpánská jablíčka (TV film), Sofie a ukradený poklad (TV film)
- 2009 – Zakázaný člověk (TV film)
- 2010 – Neříkej hop, Osudové peníze (TV film)
- 2011 – 360, Konfident
- 2012 – Attonitas, Byzantium: Upírí príbeh, Move on, Room 4024
- 2013 – Good Night
- 2015 – Celebrity s.r.o., Vojtech
- 2016 – ABCs of Death 2.5 (segment "M is for Malnutrition"), Attack of the Lederhosen Zombies, Útok zombíků v kožených kalhotách s padacím mostem,
- 2017 – Důvěrný nepřítel
- 2018 – Doktor Martin: Záhada v Beskydech, Balada o pilotovi (TV film)
- 2019 – Sviňa, Šťastný nový rok
- 2021 – Matky, Šťastný nový rok 2: Dobro došli

### Seriály
- 2007 – Ordinácia v ružovej záhrade
- 2008 – Panelák
- 2012 – Horúca krv
- 2013 – Kolonáda, Kriminálka Staré Město, Škoda lásky (TV cyklus)
- 2015 – Doktor Martin, Tajné životy
- 2017 - Kuchyňa
- 2018 – Milenky
- 2019 – Strážmistr Topinka, Delukse
- 2020 - Pán profesor
- 2023 - Vědma